# 小芽虎耳草
小芽虎耳草（学名：Saxifraga gemmuligera）为虎耳草科虎耳草属下的一个种。

## 扩展阅读
- 維基物種上的相關：小芽虎耳草